# 僧护
僧护（英語：Sangharakshita，音译香格罗吉多，传统音译可作僧伽羅乞答、僧伽罗刹，1925年8月26日—2018年10月30日）是西方佛教会（缩写WBO，现三宝佛教社区）、西方佛教会之友（缩写为FWBO）的创始人。他在佛教方面出版有许多著作，是佛教在西方社会的代表人物之一。同时，对僧护多少还有些争议，在获得追随者景仰的同时，一些传统的佛教人士对他持怀疑态度，有的甚至对他多有指责。总地来说，将僧护介绍清楚不是件轻而易举的事情。

## 简介

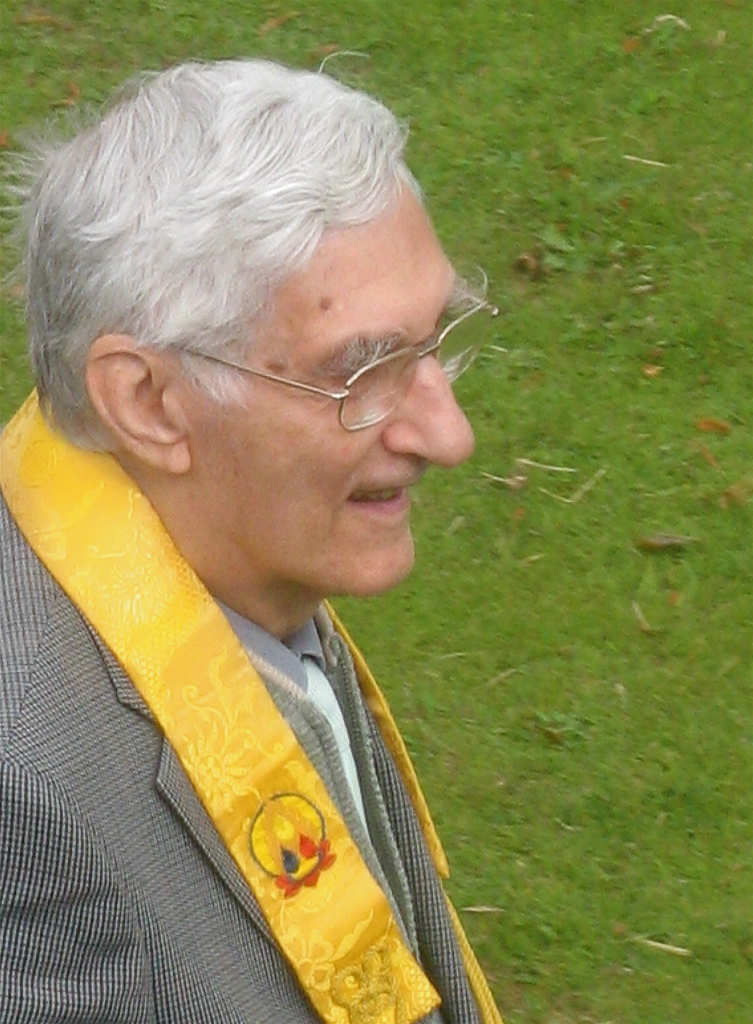

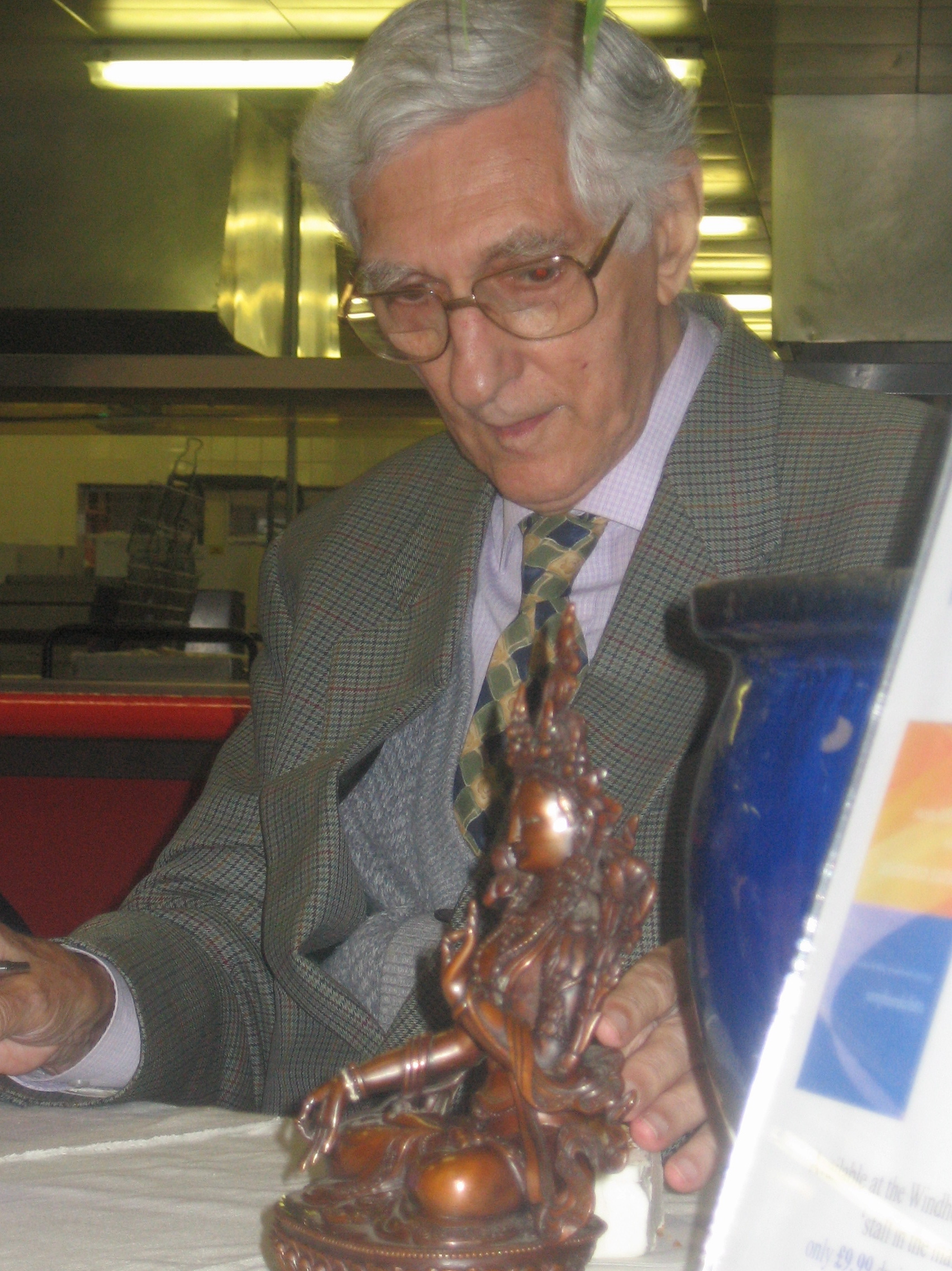

### 早期生活
1925年，僧护原名丹尼斯·菲利普·爱德华·林伍德（Dennis Philip Edward Lingwood），出生于伦敦南部。僧护从小喜欢阅读，对艺术、文化、哲学等都很感兴趣。16岁时，他阅读了《金刚经》而有所体验，从而开始了佛教的信仰。第二次世界大战期间，僧护应征入伍前往印度，战争结束后，他留在了那里，并剃度出家。

### 在印度
僧护放弃了原来的职位、身份，在开始的两年里，他跟随同伴在印度（主要是印度南部）参访，依靠乞食为生，并练习静坐。在这期间，僧护遇见了许多印度教的著名导师，包括罗摩纳大仙，另外，他还跟摩诃菩提会有所联系。后来僧护打算寻找一个寺院做正式的僧侣，他们登上到德里的火车，而后来到了鹿野苑（Sarnath），但那里的僧侣看到他们破落流浪的样子，没有答应留下他们。于是他们只好继续步行，正好是一年中最热的季节，后来他俩终于在拘尸那罗（Kushinara），由缅甸和尚U Chandramani剃度，成为沙门（shramana）。尽管如此，由于语言等各种限制，U Chandramani等人没法教授僧护他们，所以只好建议僧护等跟波罗奈城（Benares）的杰格迪什·迦叶法师联系。迦叶是贝纳瑞斯印度大学（Benares Hindu University）的巴利语教授，僧护而后跟随他八个月，学习巴利语、阿毗达摩，以及佛教的因明。而后僧护跟迦叶前往大吉岭旅游，迦叶当时打算离开学校，后来他将僧护留在了噶伦堡，劝勉他“为佛教的福祉而工作”。在以后的14年里，一直到60年代返回英国，僧护主要就在噶伦堡生活。
在印度期间，僧护结识了许多著名的精神导师，虽然他在南传佛教的寺院待过几个月，但对于不同的佛教派别，总能够以开放的心态来面对。僧护还特别受藏传佛教的法师们影响，他们1950年代后从西藏来到了印度。对僧护影响最大的可能是Dhardo仁波切，这位仁波切与僧护亦师亦友，并给僧护授了菩萨戒。另外陈健民居士对僧护影响也颇大，陈居士给予他禅宗以及金刚乘方面的教授。

### 返回西方
1960年代中期，僧护受邀前往英格兰访问，以协助解决在汉普斯特佛教精舍（Hampstead Buddhist Vihara）发生的争论。与南传佛教严格的风格不同，僧护采取了更加通融的做法，当然他的做法有赞成的人，也有反对者。通过这件事，僧护意识到佛教在英格兰很有希望，于是他打算以后在英国定居。但当他返回准备告别印度时，却收到了精舍的来信，被告知他们不欢迎他来汉普斯特精舍。显然，精舍的管理人员对僧护先前的处理举措并不满意，而且据说还听信了一些流言蜚语。
在征求印度师友们的意见后，特别是Dhardo仁波切，僧护决定重返英格兰，以开创新的佛教运动。1967年，僧护创立了西方佛教会之友（FWBO）。第二年，随着新成员的加入，僧护创立了“西方佛教会”(WBO)。
僧护在英国的第一个家园，在一个地下商店，位于伦敦蒙茅斯街（Monmouth Street），在那里，僧护除了教授禅定，还忙于泡茶、打扫卫生等。
FWBO以及WBO旨在将佛教介绍到西方社会，尽可能地排除门户之见。如今FWBO已经发展为具有国际影响的团体。

## 僧护的老师
- 杰格迪什·迦叶（英语：Jagdish Kashyap）法师：僧护随之学习巴利语以及佛教因明。也正是这位法师，将僧护带到了噶伦堡，并勉励他为佛教的福祉而工作。
- 陈健民（1906年-1987年），这位是佛教著名的瑜伽士，教授僧护禅定。
- Dhardo仁波切：西藏来的喇嘛。
- Chetul Sangye Dorje
- Kachu仁波切
- Dudjom仁波切
- 顶果钦哲仁波切
- 蒋扬钦哲仁波切

## 教授特色
僧护在某些方面比较传统，但又表现出明显的革新意味。他比较强调佛陀的基本教法，比如缘起、四圣谛，但同时对一些他认为无关紧要的内容，则有所扬弃。僧护虽然在南传佛教的寺院剃度，但而后又从西藏来的喇嘛那里学习密宗的教法。
僧护认为佛法的核心是皈依，这也是作为佛弟子，乃至有情众生的核心旨趣──为了离苦得乐，我们通过各种途径指望找到归宿，诸如亲友、性、巧克力，乃至各种物质享受，但这些只能给人以暂时的快感，唯有佛法三宝，也就是佛、法、僧，才是真正的依怙。皈依三宝才成其为佛弟子。
通过个人的著作，可以了解其思想轨迹。在《佛教概论》（A Survey of Buddhism）一书中，僧护认为菩提心（Bodhisattva Ideal）是维系佛教各个宗派的纽带。但在随后几年出版的著作《三宝》（Three Jewels）中，僧护认为皈依才是佛教的核心。在《我的皈依之路》（A History of My Going For Refuge）一书中，僧护回顾了他的思想历程，并且再次强调皈依乃是学佛的初衷。虽然笼统而言都是皈依，僧护认为其中有层次上的区别。如果一个人生于佛教传统文化中，学佛更多地是由于社会因素，而不一定是出于个人选择，这样就属于由族群（Ethnic）的皈依。而如果是没有经过深思熟虑，而只是为了谋求一点物质利益，则可能就是暂时（Provisionally）皈依。当一个人将皈依作为生命的中心，而且对于佛法身体力行，则可认为是有力的（Effective）皈依。更进一步，当逐渐生起菩提心（Bodhicitta）后，才是如实（Real）的皈依。而与法身（Dharmakaya）相应后，才成其为完全（Absolute）的皈依。
僧护的另一个重要的教授是强调善知识（Kalyana mitrata）的重要性。佛经对善知识、善友多有赞扬，因此僧护鼓励大家将找寻善友作为一项精神的实践。以僧护创建的FWBO为例，该会即是由皈依的佛弟子们组成的善友网络。
僧护创建的团体非僧非俗，也正是由于这个原因，招致许多传统佛教人士的责难。僧护的做法是为了弥合僧俗间的鸿沟，在印度的时候，他就注意到不少出家众只是在故作姿态、应付了事，而许多居士则能够虔诚地依教奉行。大乘佛教在《维摩诘经》（Vimalakirti-nirdesa-sutra）等经典中，亦反对只有出家众才能修道的观点，所以从这个意义而言，僧护并非独树一帜。但在僧护的团体中，将皈依视作核心，这点倒是非常地罕见。正因为此，FBO成员不要求一定独身，传统的出家众就不知道该如何来看待他们，当然常常将他们视作居士。而大部分WBO的成员，则既不将自己看作完全的居士，因为他们是全职的修行人；也不认为自己是完全的出家众，因为他们无须遵守出家众的毗奈耶（Vinaya）。
僧护另外特别强调的是佛陀教法中的两种缘起，或称有为法的相互生起。第一种缘起比较常见，指出因缘相续，因此我们在生死、苦乐中轮回。从这个角度而言，要证得涅槃，就必须断除生死的因。第二种缘起则讲待缘而生，但在进行中有所改变，比如因苦生信，由信得乐，等等。从这个角度看，涅槃也是因缘而起。在巴利藏中，在多处有这个观点，但可能被许多人忽视了。这个教法的重要性在于，如此一来，缘起就将实际形态贯通，囊括了圣义与世俗两者。

## 著作

### 佛教普及
- 《佛教概论》，A Survey of Buddhism，1957年、2001年
- 《三宝》，The Three Jewels，1967年、1998年
- 《佛弟子指南》，A Guide to the Buddhist Path，1990年、1996年

### 注解
- 《大般若经：智慧之妙不可言》，Wisdom Beyond Words : sense and non-sense in the Buddhist prajnaparamita tradition
- 《维摩诘经：解脱之不可思议》，The Inconceivable Emancipation : themes from the Vimalakirti Nirdesa
- 《证悟的戏剧：法华经中的寓言、神话与表象》，The Drama of Cosmic Enlightenment : parables, myths, and symbols of the White Lotus Sutra
- 《了解自己：佛教伦理的心理学尺度》，Know Your Mind : the psychological dimension of ethics in Buddhism
- 《生于觉醒：四念处经指南》，Living with Awareness : a guide to the Satipatthana Sutta

### 回忆录
- 《路有彩虹：从闹市到噶伦堡》，The Rainbow Road : from Tooting Broadway to Kalimpong
- 《面对干城章嘉峰》，Facing Mount Kanchenjunga
- 《金色之轮》，In the Sign of the Golden Wheel
- 《逆流而上：新佛教徒运行》，Moving Against the Stream : The Birth of a New Buddhist Movement
- 《我的皈依之路》，The History of My Going For Refuge

### 其他
- 诗歌全集，Complete Poems 1941年－1994年
- 信仰的艺术，The Religion of Art
- 《阿姆倍伽尔与佛教》，Ambedkar and Buddhism
- 《佛陀出家否？》，Was the Buddha a Bhikkhu?